# Afrique 50
Afrique 50 es una película documental de Francia del año 1950.

## Sinopsis
África 50 es la primera película francesa anticolonialista. En principio era un encargo de la Liga Francesa de Enseñanza para mostrar a los alumnos la misión didáctica realizada en las colonias francesas de África Occidental. Una vez allí, el realizador, que tenía solo 21 años, decidió rodar la realidad: la falta de profesores y médicos; los crímenes cometidos por el ejército francés en nombre del pueblo francés; la instrumentalización de los pueblos colonizados… La película estuvo prohibida más de 40 años y René Vautier fue encarcelado durante varios meses.